# Now E
Now E是香港香港電訊有限公司推出的串流媒體OTT服務。在2018年5月17日宣佈推出，提供體育、影視及娛樂服務，並推出專屬Android TV系統機頂盒，並於2018年5月28日正式推出。
有別於電訊盈科媒體其下的Now TV服務，Now E服務不受網際網路服務供應商限制，用戶能透過其平台接收包括Viu、ViuTV、Now爆谷、MOViE MOViE PLAY及MAX等影視內容，以及英格蘭超級聯賽、西班牙甲組足球聯賽、歐洲聯賽冠軍盃及一級方程式賽車等直播賽事。
隨著時代轉變，Now TV的OTT服務發展亦逐漸成熟，Now E也逐漸被整合回Now TV的應用程式裡，並於2025年8月14日起停止服務。

## 歷史
- 2018年5月17日，電訊盈科媒體推出OTT影視平台服務Now E，E代表「Easy‧Entertainment‧Everywhere」，提供體育、電視劇及電影內容，並推出專屬機頂盒[1][2]。

- 2020年4月9日，香港電訊因應香港市民就2019冠狀病毒病疫情而保持社交距離及留守家中，提供為期2個月的Now E免費內容，讓全港市民及用戶收看[4]。串流頻道包括Viu頻道、NowJelli紫金國際台、Now新聞台、Now財經台、Now Sports 精選；自選服務包括Now爆谷、MOViE MOViE PLAY、NowJelli紫金國際台、Now Sports 精選、ViuTV、Viu。[5]

- 2020年7月，Now E 推出《英超及西甲 2020/21 4K 賽季通行證》，並以4K UHD解析度直播部分精選英格蘭超級聯賽賽事。[6]

- 2020年12月4日，香港百老匯院線因應2019冠狀病毒病疫情和Now E合作，為院線旗下會員提供1個月MOViE MOViE Play及Now爆谷免費試看。[7]

- 2022年3月17日，因應2019冠狀病毒病的第五波疫情，百老匯院線和Now E合作，推出「百老匯院線點睛推介」，選出約200部電影，包括未在香港上映的《東京復仇者》及《無間對決》，給予平台用戶點播。[8]

- 2022年8月11日，電訊盈科宣佈取得2022年卡達世界盃的獨家播映權。免費電視之一的viuTV會直播其中19場賽事（包括揭幕戰、兩場準決賽及決賽），而Now TV及Now E會以4K直播全部64場賽事。[9]

- 2023年5月29日，Now TV與beIN Sports達成協議，取得2023年至2025年三個賽季的一級方程式錦標賽放映權，並首度提供以4K UHD解析度播放主賽事。賽事由體育評述員陳恩能及刑安邦提供粵語評述，而購買指定體育組合的Now E客戶亦可觀看4K賽事。[10] [11]

## 免費直播頻道
只需免費註冊，成為免費會員，之後前往Now E 網頁登入帳戶，前往「換領優惠代碼」，輸入優惠代碼「NOWFREE」，即可免費收看！
| 頻道號碼 | 頻道名稱         | 備註                         |
| -------- | ---------------- | ---------------------------- |
| 105      | Now華劇台        | 只限舊有代碼用戶方可免費收看 |
| 332      | Now新聞台        |                              |
| 630      | Now Sports Prime |                              |

## 影視內容

### 訂閱內容
Now E整合了來自Now TV的多個自選平台內容，讓已訂閱用戶自由點播，包括viu Premium、viuTV、now爆谷台、MOViE MOViE PLAY、HBO Go以及Now Studio等平台。 除此之外，部分訂閱計劃亦允許用戶經網絡播放部分Now TV的直播頻道，包括now新聞台、now財經台、now直播台、now華劇台、nowJelli紫金國際台、viu 頻道及viuTV等。
在體育內容方面，Now E整合了部分來自now Sports及beIN SPORTS的內容，包括它們所提供的直播頻道以及賽事重溫內容。部分賽事亦會提供廣東話評述。用戶需購買相關賽事的通行證，才能收看直播內容。
| NowTV頻道編號* | 頻道名稱           | 提供重溫？    |
| -------------- | ------------------ | ------------- |
| 99             | viuTV              | 是            |
| 102            | viu 頻道           | 是            |
| 105            | now華劇台          | 是            |
| 108            | nowJelli紫金國際台 | 是            |
| 111            | HBO Hits           | 是 (HBO GO)   |
| 112            | HBO Family         | 是 (HBO GO)   |
| 113            | cinemax            | 是 (HBO GO)   |
| 114            | HBO Signature      | 是 (HBO GO)   |
| 115            | HBO                | 是 (HBO GO)   |
| 331            | now直播台          | 否            |
| 332            | now新聞台          | 否            |
| 333            | now財經台          | 否            |
| 611            | now Sports 4K 1    | 是 (賽事內容) |
| 612            | now Sports 4K 2    | 是 (賽事內容) |
| 613            | now Sports 4K 3    | 是 (賽事內容) |
| 621            | now Sports 英超1台 | 是 (賽事內容) |
| 622            | now Sports 英超2台 | 是 (賽事內容) |
| 623            | now Sports 英超3台 | 是 (賽事內容) |
| 624            | now Sports 英超4台 | 是 (賽事內容) |
| 625            | now Sports 英超5台 | 是 (賽事內容) |
| 626            | now Sports 英超6台 | 是 (賽事內容) |
| 627            | now Sports 英超7台 | 是 (賽事內容) |
| 630            | now Sports 精選    | 是 (賽事內容) |
| 631            | now Sports 1       | 是 (賽事內容) |
| 632            | now Sports 2       | 是 (賽事內容) |
| 633            | now Sports 3       | 是 (賽事內容) |
| 634            | now Sports 4       | 是 (賽事內容) |
| 635            | now Sports 5       | 是 (賽事內容) |
| 636            | now Sports 6       | 是 (賽事內容) |
| 637            | now Sports 7       | 是 (賽事內容) |
| 638            | beIN SPORTS 1      | 是 (賽事內容) |
| 639            | beIN SPORTS 2      | 是 (賽事內容) |
| 640            | 曼聯電視頻道       | 是            |
| 641            | now Sports 641     | 是 (賽事內容) |
| 642            | NBA TV             | 是 (賽事內容) |
| 643            | beIN SPORTS 3      | 是 (賽事內容) |
| 644            | beIN SPORTS 4      | 是 (賽事內容) |
| 645            | beIN SPORTS 5      | 是 (賽事內容) |
| 646            | beIN SPORTS 6      | 是 (賽事內容) |
| 650            | now Sports 650     | 是 (賽事內容) |
| 651            | now Sports 651     | 是 (賽事內容) |
| 652            | now Sports 652     | 是 (賽事內容) |
| 674            | Astro Cricket      | 是 (賽事內容) |
| 679            | Premier Sports     | 是 (賽事內容) |
| 680            | now Sports Plus    | 是 (賽事內容) |
| 683            | now Golf 2         | 是 (賽事內容) |
| 684            | now Golf 3         | 是 (賽事內容) |
| 720            | GMA Pinoy TV       | 否            |
| 721            | GMA Life TV        | 否            |
| 722            | GMA News TV        | 否            |

* Now E並不使用頻道編號來識別個別頻道，網站只會顯示個別頻道名稱。
不同於Now TV，Now E所提供的服務計劃是沒有合約的，也不用額外加裝機頂盒，而註冊的用戶可以在網上即時訂閱日費、月費及年費計劃。Now E亦提供智能手機及智能電視應用程式，用戶從所支援裝置的應用程式商店下載後，便可隨時隨地登入手機、平板電腦及智能電視等裝置收看已訂閱的內容。截至2023年8月，Now E亦允許註冊用戶以同一帳戶同時在兩部裝置上播放平台內容（登記裝置上限為5部）。
在電視方面，截至2023年9月，Now E已支援裝有Android 8.0以上的安卓電視、webOS 5.0以上的LG電視以及tizenOS 5.0以上的三星電視。用戶只需要在受支援電視上的應用程式商店（Google Play Store、LG Content Store或三星電視內置商店）下載及安裝Now E應用程式後，便可以在智能電視上使用Now E的服務。
據悉，直至2023年8月，累積已登記用戶高達74萬。

### 租看內容
以迎合不同用戶觀看模式，Now E提供「Video Express 即租即睇」電影租看服務。開始租看後，用戶可以在48小時內看完或再次收看該電影。Video Express平台亦會推出香港獨家的電影內容供用戶租看，並會以"EXCLUSIVE"字樣表示。電影內容包括不同港產片以及下架不久，來自戲院直送的新戲，讓用戶可以更快在家中享受上映不久的電影，亦不時會為平台推出限時贈禮活動。

## 組合內容

### 連環娛樂組合
連環娛樂組合是Now E其中一個主要娛樂組合，集合了來自不同的平台的節目內容，當中包括了 viu、viuTV、now爆谷、MOViE MOViE PLAY及HBO GO的節目。訂閱計劃之後，用戶可以在Now E網站或應用程式內即時點播組合內的節目（HBO GO則需要到相關網站觀看），並可以隨時取消訂閱。計劃亦分設月費及年費計劃，收費亦會有所不同。
組合亦有加設高級版，當中增加了Now華劇台及NowJelli紫金國際台的直播及點播內容。而終極版則在高級版上增加了Now Studio的內容。

### Now Studio
Now Studio是Now TV旗下的高級劇集組合，專門搜羅來自歐美各地的劇集內容，並在香港獨家播出，亦在Now E設有獨立的月費計劃。

### E+ 更多
Now E亦聯同其他公司推出「E+更多」的服務組合，以折扣價綁售不同款式的電子產品。產品包括智能電話、遊戲機及不同家庭電器等，而「E+更多」組合亦會因新產品推出及新的推廣期而更新。

## 外部連結
- 官方网站
- YouTube上的Now E頻道
- Now E的Facebook專頁
- Now E的Instagram帳戶